# Infigratinib
Infigratinib ist ein Arzneistoff aus der Gruppe der Kinaseinhibitoren, der als Truseltiq zur oralen Behandlung bestimmter Formen des metastasierten Gallengangskarzinoms (bösartiger Tumor der Gallenwege, der bereits in andere Gewebe gestreut hat) zugelassen wurde.

## Eigenschaften
Infigratinib ist ein niedermolekularer Pan-FGF-Rezeptor-Kinaseinhibitor, der Fibroblasten-Wachstumsfaktoren (FGFR) hemmt. Die mittlere inhibitorischen Konzentrationen (IC50-Werte) betragen  1,1 nM, 1 nM, 2 nM und 61 nM für die Typen FGFR-1, FGFR-2, FGFR-3 bzw. FGFR-4.
Pharmazeutisch verwendet wird das Phosphorsäuresalz Infigratinibphosphat, ein weißes bis fast weißes Pulver, das hinreichend gut in Wasser und 0.1 N Salzsäure löslich ist. Schlecht löslich ist es in den üblichen organischen Lösungsmitteln und praktisch unlöslich in Pufferlösungen mit einem pH-Wert von 6,8.

## Therapeutische Verwendung
Infigratinib ist in den USA seit Mai 2021 als Truseltiq zugelassen zur Behandlung von Erwachsenen mit vorbehandeltem, inoperablem, lokal fortgeschrittenem oder metastasiertem Cholangiokarzinom (Gallengangskarzinom) mit FGFR-2-Fusion oder einer anderen Umordnung, wie sie durch einen FDA-zugelassenen Test nachgewiesen wurde.
Das Mittel wird oral verabreicht.

### Wirkungsmechanismus
Infigratinib wie auch seine humanen Hauptmetaboliten BHS697 und CQM157 hemmen die FGFR-Signalübertragung und verringern die Zellproliferation in Krebszelllinien, die aktivierende Amplifikationen, Mutationen oder Fusionen aufweisen. Die konstitutive Signalisierung durch FGFR-Gene kann die Proliferation und das Überleben von malignen Zellen unterstützen. In Maus- und Ratten-Xenograft-Modellen von menschlichen Tumoren (darunter solche des Cholangiokarzinoms) mit FGFR-2- oder FGFR-3-Veränderungen zeigte Infigratinib eine Anti-Tumor-Aktivität.

### Nebenwirkungen und Anwendungsbeschränkungen
Die häufigsten Nebenwirkungen, die bei mehr als 20 % der Probanden beobachtet wurden, waren Hyperphosphatämie, erhöhte Kreatininwerte, Veränderungen an den Nägeln, Stomatitis, trockenes Auge, Erschöpfung (Fatigue), Haarausfall (Alopezie), Hand-Fuß-Syndrom (palmar-plantare Erythrodysästhesie), Arthralgie, Schmeckstörungen (Dysgeusie), Verstopfung, Bauchschmerzen, trockener Mund, Wimpernveränderungen, Durchfall, trockene Haut, verminderter Appetit, Sehstörungen und Erbrechen.
Als schwerwiegend einzustufen sind die Hyperphosphatämie und eine Ablösung des retinalen Pigmentepithels im Auge.

### Studien
Das Anwendungsgebiet wurde im Rahmen eines beschleunigten Zulassungsverfahrens auf Basis der Gesamtansprechrate und Dauer des Ansprechens zugelassen. Es beruht auf den Ergebnissen einer multizentrischen, offenen, einarmigen Studie mit 108 vorbehandelten Patienten, die Infigratinib gemäß dem Studienprotokoll erhielten bis zum Fortschreiten der Erkrankung oder dem Auftreten eine inakzeptablen Toxizität.
Die Gesamtansprechrate  (overall response rate, ORR) betrug 23 %,  die mediane Ansprechdauer (duration of response, DoR) lag bei 5 Monaten. Von 23 Respondern hatten 8 ein Ansprechen, das mindestens sechs Monate  währte. Die weitere Zulassung kann vom Nachweis und der Beschreibung des klinischen Nutzens in einer oder mehreren Bestätigungsstudien abhängig gemacht werden.